# Wuillians Vasquez
Wuillians Vasquez (Acarigua, 23 juli 1983) is een Venezolaans honkballer.

## Loopbaan in eigen land
Vasquez, een rechtshandige slagman en buitenvelder, kwam voor het eerst uit in een hoofdklassecompetitie in zijn eigen land. Hij speelde onder meer voor de Caribes in de Winter League. In 1999 tekende hij een contract bij de New York Yankees. In de jaren 2001 tot en met 2004 speelde hij in totaal 295 wedstrijden voor diverse clubs van deze organisatie op rookie- en single A-niveau (de Tampa Yankees). Zijn totale slaggemiddelde in de Minor League was 228 honkslagen (.229) en 18 homeruns. In 2004 werd zijn contract niet verlengd.

## Europa
In 2007 ging Vasquez spelen bij de hoofdklassevereniging (Serie A1) Avigliana in Italië. In 2008 en 2009 kwam hij uit voor San Marino waarmee hij vorig seizoen verliezend finalist om de landstitel was en tevens de Coppa Italia won. Voor het seizoen 2010 tekende hij een contract bij HCAW uit Bussum en debuteerde op zondag 9 mei 2010 in de Nederlandse hoofdklasse waarin hij tijdens de wedstrijd tegen Corendon Kinheim twee honkslagen en tweemaal vier wijd scoorde. Hij was na Oscar Montero en Dirimo Chávez de derde Venezolaan die voor HCAW uitkwam.

## Nationaal team
Sinds 2008 maakt Vasquez deel uit van het nationale team van Venezuela waarmee hij in 2009 deelnam aan de wereldkampioenschappen.